# 朝阳县
朝阳县是辽宁省朝阳市下辖的一个县。縣人民政府駐柳城街道燕京街1號。

## 歷史
朝阳縣歷史文化悠久。县境春秋时期为东胡地。战国至秦代属辽西郡。西汉时属柳城、孤苏县地。东汉时属辽西郡柳城县地，东汉末为鲜卑慕容部占据。西晋时属平州昌黎郡柳城县地。东晋咸康八年（342年）鲜卑慕容皝以柳城之北，龙山（今凤凰山）之西为福地。北燕时设昌黎尹。北魏时属营州昌黎郡。北齐时为龙城县。隋开皇元年（581年）设龙城县，后又改为柳城郡柳城县。唐武德元年（618年）为营州总管府柳城县。天宝元年（742年）改为营州柳城县。
五代十国时期，地入契丹，设霸州彰武军，治霸城县。遼重熙十年（1041年）升霸州为兴中府、改霸城县为兴中县均属中京道。保大三年（1123年）兴中府归降于金，仍沿用兴中府旧称，属北京路。元代属大宁路兴中州地。明朝属营州前、后屯卫地，後兀良哈三卫南下辽西地区辟为牧场。清初为土默特右翼旗地，屬卓索图盟。清乾隆五年（1741年）设塔子沟厅管理该地汉民事务，为塔子沟厅东境，隶属承德府；乾隆三十九年（1774），分塔子沟厅东境置三座塔厅，治所为今朝阳城。乾隆三十九年（1774年）改属三座塔厅。乾隆四十三年（1778年）三座塔厅改为朝阳县。光绪三十年（1904年）升朝阳县为朝阳府，领朝阳、建昌、建平、阜新、绥东五县，府治在朝阳城。
民国三年（1914年）降为朝阳县。满洲国时期，政府在1940年将朝阳县与原土默特右翼旗合并，属锦州省管辖。後将朝阳县复改为土默特右旗，又将朝阳县北部划出，建土默特中旗，旗署设于北票。日本投降後成為國共內戰前線。1947年10月朝阳为解放军占领，仍设朝阳县，隶属热河省。1948年划为朝南、朝北两县。朝北县治朝阳。朝南县又称羊山县，治所羊山。1955年撤热河省，划归辽宁省。1958年属朝阳市。1964年朝阳市改朝阳行政公署，朝阳县也随之改属朝阳行署至今。现为朝阳市辖县。

## 人口
根据(辽宁省)朝阳市第七次全国人口普查公报显示：朝阳县常住人口为404460人，男性人口占比51.36%，女性人口占比48.64%，年龄结构中0-14岁占比15.35%，15-59岁占比57.73%，60岁以上占比26.92%，65岁以上占比18.38%。

## 行政区划
朝阳县下辖1个街道办事处、14个镇、10个乡、2个民族乡：
柳城街道、波罗赤镇、木头城子镇、二十家子镇、羊山镇、六家子镇、瓦房子镇、大庙镇、古山子镇、南双庙镇、台子镇、清风岭镇、胜利镇、七道岭镇、杨树湾镇、西五家子乡、北沟门子乡、东大道乡、乌兰河硕蒙古族乡、东大屯乡、松岭门蒙古族乡、根德营子乡、西营子乡、北四家子乡、王营子乡、黑牛营子乡、尚志乡和贾家店农场。

## 文化
燕古都朝阳县有三宝：佛舍利、玉猪龙和凌塔酒（中国地理标志产品）。朝阳北塔始建于“三燕”时期，是全国唯一历经燕、北魏、隋、唐、辽五代的佛塔。在塔中天宫发现的释迦牟尼真身舍利堪称佛家至宝。玉猪龙是红山文化遗址出土的玉器的代表作。

## 特产
凌塔白酒、朝阳绿豆和朝阳小米：中国地理标志产品。